# 大花臭草
大花臭草（学名：Melica grandiflora）为禾本科臭草属下的一个种。种名grandiflora意为“大花的”。